# John Ruskin a příroda
Publikace „John Ruskin a příroda“ byla vydána v roce 2011 v Praze nakladatelstvím Dokořán, ve spolupráci s Masarykovou univerzitou v Brně. Autory jsou Karel Stibral, Bohuslav Binka a Naďa Johanisová z Katedry environmentálních studií Fakulty sociálních studií Masarykovy univerzity. Kniha se zaměřuje na Ruskinův vztah k přírodě a analyzuje jeho ideje spojené s přírodou z hlediska filozofického, estetického, umělecko-kritického, sociálně-ekonomického a environmentálního. Autoři publikace zkoumají Ruskinovy představy o vývoji světa a přírody, jeho teze o umění zobrazujícím přírodu, jeho pojetí estetiky přírodních objektů a také jeho kritiku liberální ekonomie a industrializace jako ničitelů krajiny.
Autoři knihy se snaží poukázat na možnosti, které Ruskinovo dílo nabízí i v současné době, především v jeho pojetí přírody, počátcích environmentálního myšlení a také jeho výrazné sociálně-ekonomické kritice moderního světa. Zamýšlejí se nad tím, proč je v dnešním českém prostředí zájem o Ruskina a jeho dílo tak malý v porovnání s celosvětovým významem této osobnosti. Velký zájem v Čechách vzbuzoval na počátku 20. století, kdy ovlivnil spoustu umělců, ale poté jeho vliv upadá a jeho hlavní díla zůstala do našeho jazyka nepřeložena. Jeho odkaz u nás zatím nevzbuzuje žádný výrazný zájem ani u teoretiků.
Autoři publikace převážně souhlasí s K. Clarkem, který uvádí několik možných důvodů, které mohly zapříčinit tak malý ohlas Ruskinova díla. Je to buď jeho přílišným moralizováním a citováním spousty textů z Bible, jeho velmi proměnlivou koncentrací až těkavostí od jednoho tématu k druhému, jeho obsáhlou výmluvností nebo i některými svými názory. Na jeho obhajobu jsou však uvedeny důvody, proč by měl být Ruskin čten i v současnosti a čím může být jeho tvorba přínosem. Jsou to hlavně jeho básnické kvality, texty plné překvapení plynoucího z jeho nesystematičnosti a nesoustředěnosti při psaní, ale také důraz na celek a schopnost vidět souvislosti pro ostatní nezjevné.
I přes vlastní výhrady k Ruskinovu odkazu se autoři publikace snaží napsáním této knihy splatit jistý dluh nezájmu o jeho dílo v českých zemích a ukázat možné směry, které mohou být inspirovány jeho tvorbou i dnes. Jedním z nich může být environmentální hledisko, z kterého lze Ruskina považovat za předchůdce nejen ochránců zvířat, ale i dvou proudů dnešního environmentálního myšlení, světle a tmavě zeleného.

## Obsah textu
Kniha „John Ruskin a příroda“ je rozdělena do několika kapitol:
- Úvod
- John Ruskin – krátký životopis a dílo
- Evoluce bez Darwina – filosofický koncept přírody v díle Johna Ruskina
- Estetika a příroda v díle Johna Ruskina
- Sociální a environmentální hledisko v díle Johna Ruskina
- Reflexe Ruskinova díla v Čechách.

Úvodem je v knize představen význam osobnosti Johna Ruskina a jeho vliv na tehdejší i dnešní společnost z různých hledisek, především však s důrazem na jeho originální pojetí přírody a vztah ke krajině.
První kapitola knihy obsahuje stručný Ruskinův životopis a jeho dílo, kde je dobře patrný velký zájem o přírodu, rozvíjený nejen teoretickými, ale i vlastními zkušenostmi. Jeho hluboký vztah k přírodě se projevuje v jeho odlišném pojetí přírodních věd, umění i v pozdějších sociálních a ekonomických otázkách. John Ruskin (1819–1900) byl jednou z nejdůležitějších a nejoriginálnějších osobností Velké Británie v 19. století. Působil jako umělecký kritik, sociálně-ekonomický myslitel, spisovatel, básník, pedagog, estetik a vědec. Místa, která během jeho života nejvíce ovlivnila jeho zájem o přírodu i jeho uměleckou tvorbu, byla Lake District, Alpy, Itálie, Londýn, Oxford a Brantwood.
Druhá kapitola o Ruskinově filosofickém konceptu přírody popisuje jeho specifické pojetí evoluce a tři různé koncepce světa. Filosoficky nejzajímavějším a nejbohatším je první Ruskinův svět nedarwinovské evoluce přírody a ducha, ve kterém slučuje geologické a přírodovědné poznatky s novým křesťanským výkladem dějin přírody a člověka. Druhý svět, postavený na platónsky založeném křesťanství s prvky romantismu a klasicismu, nepodléhá evoluci a je charakterizován stálostí a neměnnou nehybností. V třetím světě Ruskin odmítá etický relativismus, mechanický materialismus a scientistický mód vědeckého zkoumání; je to svět negativní a kritický, ve kterém vyjadřuje svoje „ne“, a přesto je tím nejstálejším v jeho tvorbě.
Třetí kapitola obsahuje Ruskinovu teorii estetiky a umění, zejména ve vztahu k přírodě. Je zde představena jeho charakteristika pojmu krásy a jeho estetické hodnoty jednotlivých přírodních objektů, zejména hor a rostlin. Ruskin, jako představitel romantického myšlení, odmítá Darwinovu evoluční teorii a nesouhlasí s jeho názorem na vznik estetických jevů v přírodě, především proto, že nevěřil v evoluci organického světa, ale jen ve vývoj světa anorganického.
Čtvrtá kapitola, pro dnešní dobu patrně nejvýznamnější část díla, vysvětluje Ruskinovy sociálně-ekonomické teorie, kde je opět zdůrazněn jeho vztah k přírodě a také počátky environmentálního myšlení. Ruskinova původní zainteresovanost uměním a estetikou přírody se v jeho druhé polovině života proměňuje a přesouvá do oblasti sociální a ekonomické situace moderního světa, který ostře kritizoval a aktivně se snažil o jeho nápravu.
Pátá kapitola představuje vliv Ruskinova díla na české prostředí, především po jeho smrti roku 1900. Jeho reflexi lze spatřit u spousty českých umělců, teoretiků umění i sociálních myslitelů. Po první třetině 20. století se však zájem o Ruskinův odkaz snižoval a nadále se již nijak výrazně nerozšiřoval. Mezi jeho nejvýznamnější propagátory či překladatele patřili F. X. Šalda, J. Šafařík, M. Seifert, O. Josek, K. Čapek, Z. Franta, E. Rádl, B. Chudoba, J. Karásek ze Lvovic, J. Vybíral a J. Koudelková.

## Důležité myšlenky textu
Kniha „John Ruskin a příroda“ obsahuje několik základních myšlenek, jimiž její autoři představují život, dílo a vliv Ruskina na české prostředí. „John Ruskin, umělecký kritik i sociálně-ekonomický myslitel, byl jednou z nejdůležitějších a nejoriginálnějších osobností Velké Británie 19. století. Jeho myšlení šlo často proti proudu, ať již v teoriích krásy, umění, nebo ekonomie.“ (Stibral, Binka, Johanisová, 2011: 7).
Ač byl Ruskin významnou osobností své doby a zanechal po sobě bohaté dílo, jeho odkaz však brzy zeslábl, až téměř vymizel. „Přitom je Ruskin osobnost, jež významně zasáhla do kultury 19. i 20. století. Ovlivnil nejen řadu osobností, ale i celých proudů.“ (Stibral, Binka, Johanisová, 2011: 7). Jeho vliv byl silný především v sociálně-ekonomické oblasti a v umění, ať už výtvarném, literárním, architektonickém či řemeslném. „Tím, k čemu se ale jeho myšlení vztahovalo vždy, byla příroda a málokdo se tolik zasloužil o propojení úvah o přírodě, umění a sociálně-ekonomické oblasti. Již v 19. století upozornil na řadu vzájemných vztahů mezi přírodou a lidskou kulturou i společností, stejně jako naší etikou.“ (Stibral, Binka, Johanisová, 2011: 8).
Ruskinův silný vztah k přírodě je obdobně popsán také v knize „John Ruskin, apoštol pravdy a krásy“ od M. Seiferta, který vysvětluje, že Ruskin se v přírodě nechtěl zbavovat únavy či zklamání, ani v ní nehledal nějakou zábavu jako mnozí jiní, ale smyslem jeho návštěv bylo především poznání. Stromy a květiny se staly jeho přáteli, s kterými si nejlépe rozuměl. Spojení člověka a přírody vyjadřuje výrokem: „Kdo nemiluje stromy, ať netvrdí, že miluje člověka“ (Seifert, 1937: 31). Příroda pro něj znamenala vždy studium, Ruskin měl však také silný vztah ke zvířatům, ale: „Jeho zoologie však nespočívala ani tak na anatomii jako spíše v pozorování zvyků a povahy zvířat. Jeho poměr k zvířatům a rostlinám byl týž: byly mu bratry, bližními.“ (Seifert, 1937: 35–36).
Publikace „John Ruskin a příroda“ podrobněji představuje analýzu Ruskinova filosofického konceptu přírody a světa, jeho estetické pojetí přírody, sociálně-ekonomické a environmentální aspekty v jeho originální tvorbě a reflexi jeho díla v Čechách.
- Analýza jeho filosofického výkladu světa je poměrně složitá, protože „John Ruskin z mnoha důvodů nevytvořil a ani nemohl vytvořit logicky konzistentní výklad světa, přičemž některé z jeho ústředních filosofických pojmů – pojem přírody, pojem evoluce, pojem duchovní tvůrčí síly – nabývají v jeho textech natolik odlišných významů, že je jakýkoliv jednotný výklad nemožný.“ (Stibral, Binka, Johanisová, 2011: 27–28).
- Jeho estetické vnímání a pojetí přírody jsou jedním z jeho nejvýznamnějších oblastí, kterým se věnoval téměř po celý život a které jsou jeho zásadním přínosem. Jeho estetické myšlení i tvorba měly výrazné romantické rysy, i když už jeho dílo vzniká po skončení období romantismu. Jeho estetická originalita tkví především v jeho pozorovatelském talentu, a tudíž i v přístupu k umění, které podle něj není nějakou technickou zručností či znalostí pravidel, ale „především schopností či zvykem správně vidět. Tato schopnost vidět je vlastně jedním z ústředních Ruskinových témat, těsně související s jeho požadavkem na pravdivost v umění. Toto pěstování vidění je dokonce jakýmsi smyslem lidského života. A Ruskinovo dílo lze chápat i jako snahu zprostředkovat především to, co její autor – v přírodě i v umění – uviděl, nikoliv vymyslel.“ (Stibral, Binka, Johanisová, 2011: 67). „I když byl současně uměleckým kritikem, většina jeho úvah buď ze zkušenosti s přírodou či krajinou pramení, nebo je založena na vzájemných odkazech přírody a umění.“ (Stibral, Binka, Johanisová, 2011: 97). Na druhou stranu je to však autor neobjektivní, nepřesný a ovlivněný svou výchovou, náboženstvím a zájmy: „Podléhání chvilkovým emocím, kdy zcela rezignuje jak na vlastní předchozí úvahy, tak na logickou argumentaci, stejně jako na elementární fakta. Přezíravý postoj k předchozímu teoretickému vývoji, stejně jako řada inkonzistencí i nenávistných výpadů je provázena i značnou disproporcí v zájmu o různé části živé a neživé přírody.“ (Stibral, Binka, Johanisová, 2011: 97). Hodnota jeho tvorby je často snižována „zcela svévolnými a neznalými názory, myšlenkovými zkraty i téměř sekretářskou náboženskou moralizující zaslepeností. Takový člověk jen obtížně dosahuje „čistého vnímání“ a může jen těžko vést ostatní k nějaké skutečné lásce k živému a přírodě vůbec.“ (Stibral, Binka, Johanisová, 2011: 97–98).
- Ruskinovy sociálně-ekonomické aktivity vycházely z jeho přesvědčení, že „skutečné bohatství spočívá v přírodě a smysluplné lidské práci. Industrializace, která obojí omezuje, je proto problematická.“ Podle něj „nám Země byla Bohem pouze zapůjčena, a patří stejně tak nám jako těm, co přijdou po nás. Je proto naší povinností o ni pečovat tak, aby mohla sloužit i jim.“ (Stibral, Binka, Johanisová, 2011: 121). Ruskina lze díky jeho novátorským výrokům a snahám řadit mezi předchůdce kritiků ekonomického růstu, protože „byl jedním z prvních, kteří zdůrazňovali, že klíčové není, kolik statků se vyrobí, ale co a pro koho se to vyrobí a jaký je dopad této výroby na přírodu a na výrobce samotného.“ (Stibral, Binka, Johanisová, 2011: 128).
- Vliv Ruskinova díla na české prostředí byl nejsilnější až po jeho smrti, především v první třetině 20. století. Reflexi jeho díla lze spatřit u spousty českých literátů, výtvarníků, architektů, filosofů i sociálních myslitelů. Brzy se však jeho odkaz začíná ztrácet a jeho osobností a tvorbou se pak zabývá jen několik autorů, např. F. X. Šalda, J. Šafařík či M. Seifert. „V současnosti je Ruskin v Čechách vnímán především jako vlivná i zajímavá kapitola v dějinách umění, méně jako inspirativní zdroj pro řešení současných uměleckých problémů, či sociálně-kritického myšlení.“ (Stibral, Binka, Johanisová, 2011: 157). „Komplexnější a přitom kvalitní kritická ruskinovská studie v průběhu celého 20. století tedy dosud nevyšla. A je třeba říci, že ani tato kniha si netroufá obsáhnout tak rozsáhlé dílo, jako je to Ruskinovo.“ (Stibral, Binka, Johanisová, 2011: 136).